# Wim Breukink

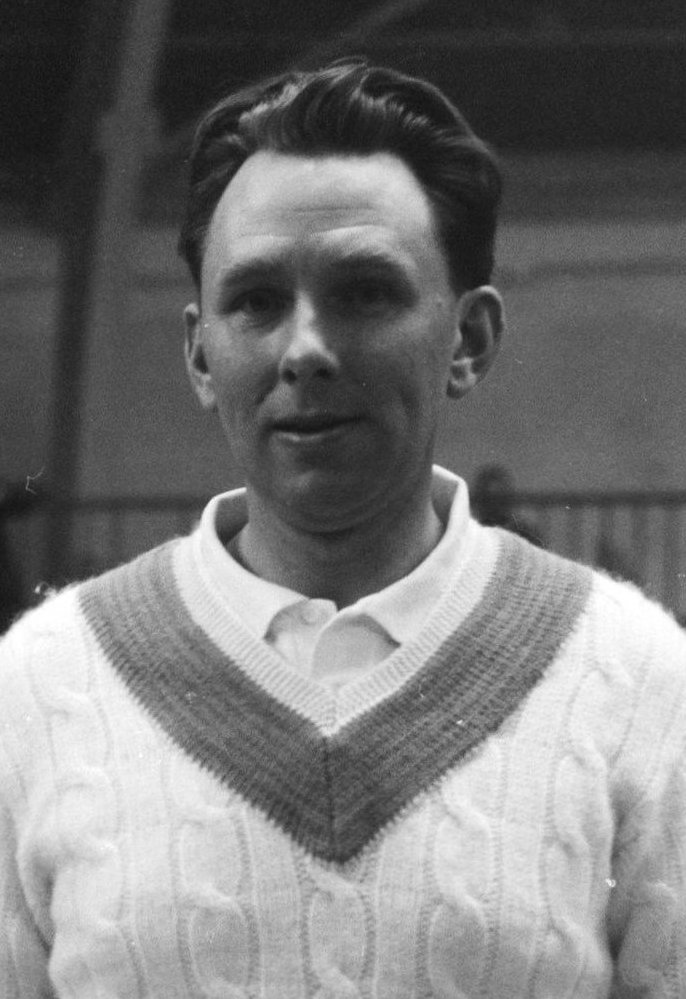
Wim Breukink bei einem Hallentennisturnier (1963)

Willem „Wim“ Breukink (* 10. Oktober 1923 in Dieren; † 9. April 2013 in Spankeren) war ein niederländischer Unternehmer, Radsport- und Tennisfunktionär.

## Biographie
Wim Breukink war ein Sohn von Jan Breukink, einem Neffen des Firmengründers des Fahrradproduzenten Gazelle in Dieren, Wilhelm Kölling. Der Vater war bis 1958 Direktor des Unternehmens, gemeinsam mit weiteren Familienangehörigen. Auf ihn folgte sein Sohn Wim, auch Mister Gazelle genannt, der das Unternehmen bis 1971 leitete. Nach dem Verkauf von Gazelle an Raleigh war Wim Breukink bis 1985 weiterhin für Verkauf und Öffentlichkeitsarbeit des Unternehmens verantwortlich.
Breukink engagierte sich im Radsport, etwa als Sportlicher Leiter der Holland-Rundfahrt. 1968 begründete er den Rennstall Willem II-Gazelle, für den unter anderen die Rennfahrer Peter Post, Rik Van Looy und Klemens Großimlinghaus an den Start gingen. Später war er bei weiteren Teams wie Canada Dry, Frisol und Scala tätig. Zudem saß er im Vorstand des niederländischen Radsportverbandes Koninklijke Nederlandsche Wielren Unie (KNWU). Sein Sohn Erik wurde ein erfolgreicher Radrennfahrer, der bei der Tour de France 1990 den dritten Rang belegte.
Wim Breukink war Vorsitzender des Club 48, einer Vereinigung ehemaliger Radsportler und anderer einflussreicher Radsportpersönlichkeiten. In den 1960er Jahren war er, selbst ein begeisterter Hobby-Tennisspieler und zudem neben Tom Okker nichtspielender Kapitän für die niederländische Davis-Cup-Mannschaft. In späteren Jahren spielte er gerne Golf und gründete einen Golfclub für Rentner.
Im Dezember 2012 war Breukink beim Besuch von Prinzessin Margriet bei Gazelle anwesend, als dort das 14-millionste Fahrrad montiert wurde. Er starb am 9. April 2013 im Alter von 89 Jahren in seinem Wohnort Spankeren.

## Trivia
Bei einer Austragung der Holland-Rundfahrt, bei der Wim Breukinks Sohn Erik startete, begann es zu regnen, und die Fahrer stellten sich unter einer Brücke unter. Der ansonsten als „wahrer Gentleman“ bekannte Wim Breukink reagierte darauf erbost und rief seinem Sohn zu: „Een echte Breukink rijdt ook door de regen.“ („Ein echter Breukink fährt auch durch den Regen.“)